# Thaumasus gigas
Thaumasus gigas är en skalbaggsart som först beskrevs av Olivier 1792.  Thaumasus gigas ingår i släktet Thaumasus och familjen långhorningar.
Artens utbredningsområde är:
- Costa Rica.
- Guatemala.

Inga underarter finns listade i Catalogue of Life.